# Zdeněk Urbánek
Zdeněk Urbánek (* 12. Oktober 1917 in Prag; † 12. Juli 2008 in Prag) war ein tschechischer Schriftsteller, Übersetzer, Hochschulpädagoge und Unterzeichner der Charta 77.
Er erreichte 1936 das Abitur und studierte auf der philosophischen Fakultät der Karlsuniversität. Nach Abschluss des Studiums wurde er Redakteur des Verlages "Evropský literární klub" (europäischer Literaturklub).
Während der deutschen Besatzung versteckte er mehrfach Juden in seiner kleinen Wohnung, die zudem als Lager für Lebensmittel diente, die später ins Konzentrationslager Theresienstadt geschmuggelt wurden. Die Gedenkstätte Yad Vashem verlieh ihm dafür später den Titel Gerechter unter den Völkern.
Im Jahr 1945 wurde er Redakteur der Zeitung "Svobodné slovo" (freies Wort), danach arbeitete er im Informationsministerium. Ab dem Jahr 1949 arbeitete er als Lektor für die tschechoslowakischen staatlichen Filmbetriebe und bald darauf auch als Sekretär für Dramaturgie im künstlerischen Beirat
Nach 1957 beschäftigte er sich vor allem mit Übersetzungen und schrieb Beiträge über Theater für verschiedene Zeitschriften. Nach 1968 durfte er sich nicht mehr als Schriftsteller betätigen. Aus diesem Grund erschienen seine Übersetzungen unter den Namen seiner Freunde. Ab 1972 schrieb er für verschiedene literarisch orientierte Samisdat- und Exilperiodika. Nach der Wende 1989 konnte er offen in verschiedenen Zeitungen wie Lidové noviny veröffentlichen und war kurze Zeit Rektor der Akademie der musischen Künste in Prag.
Er war ein langjähriger Freund des ehemaligen tschechischen Präsidenten Václav Havel, der über ihn 2010 schrieb: "Jahrzehntelang gab ich meine Texte vor der Veröffentlichung meinem lebenslangen Freund und Schriftsteller Zdeněk Urbánek zur Beurteilung. Zdeněk starb vor seiner Zeit. Es mag ihnen, was ich hier schrieb, naiv oder geradezu dumm erscheinen, aber wissen sie, verantwortlich dafür ist jener, der Zdeněk in den Himmel rief und mich in der Welt ohne Zdeněk ließ."

## Werke
- Jitřenka smutku, 1939.
- Úžeh tmou, 1940.
- Příběh bledého dominika, 1941.
- Cestou za Quijotem, 1949.
- Ztracená země, 1992.
- Domy plné události, 1993.
- Zvláštní případy, 1993.
- Stvořitelé světa, 1995.
- Stvořitelé světa pokračují, 1996.
- Stvořitelé světa díl třetí, 1997.
- Stránky z deníků, 2003.